# Skigebiet Ski & Sun

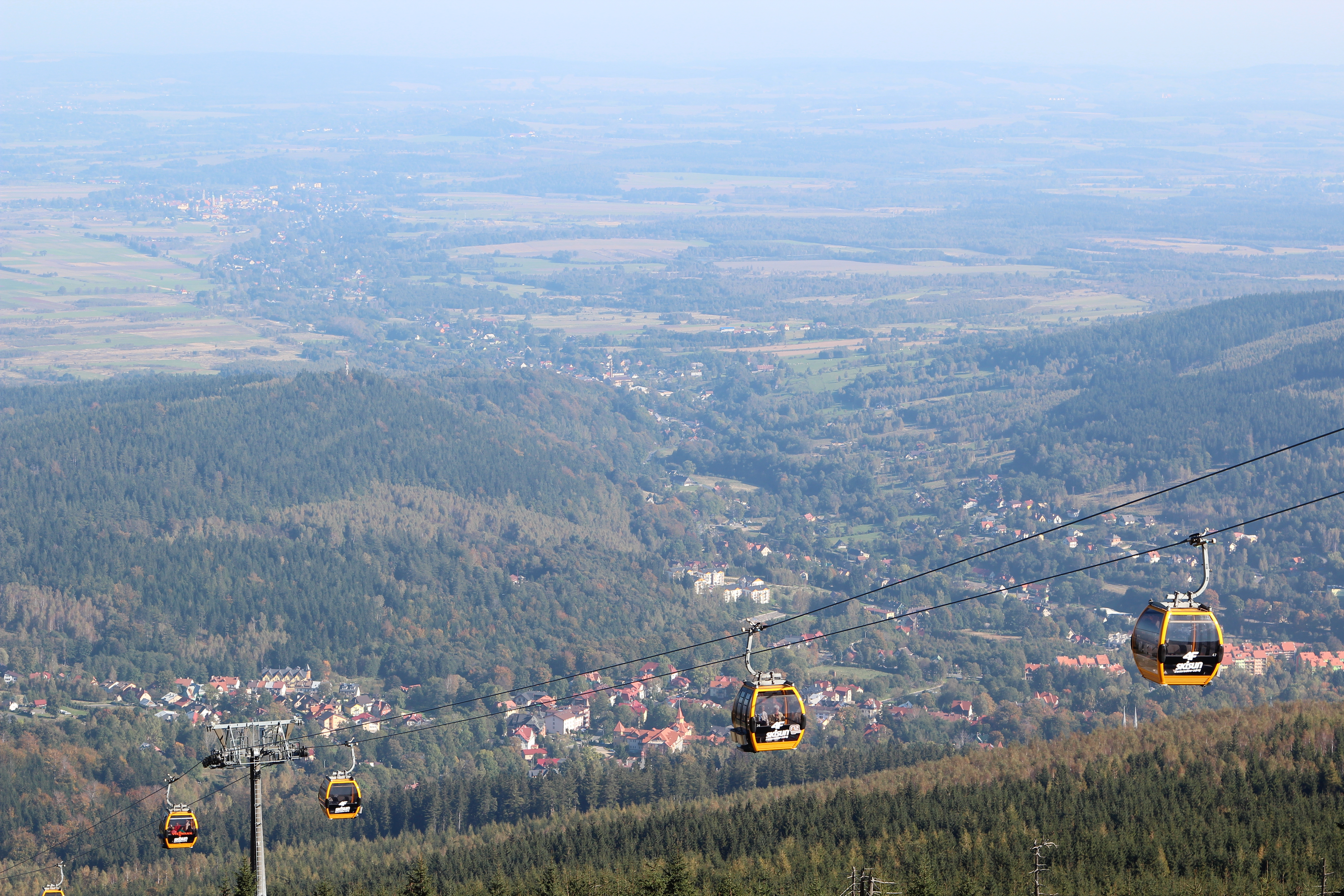
Skilift im Sommer

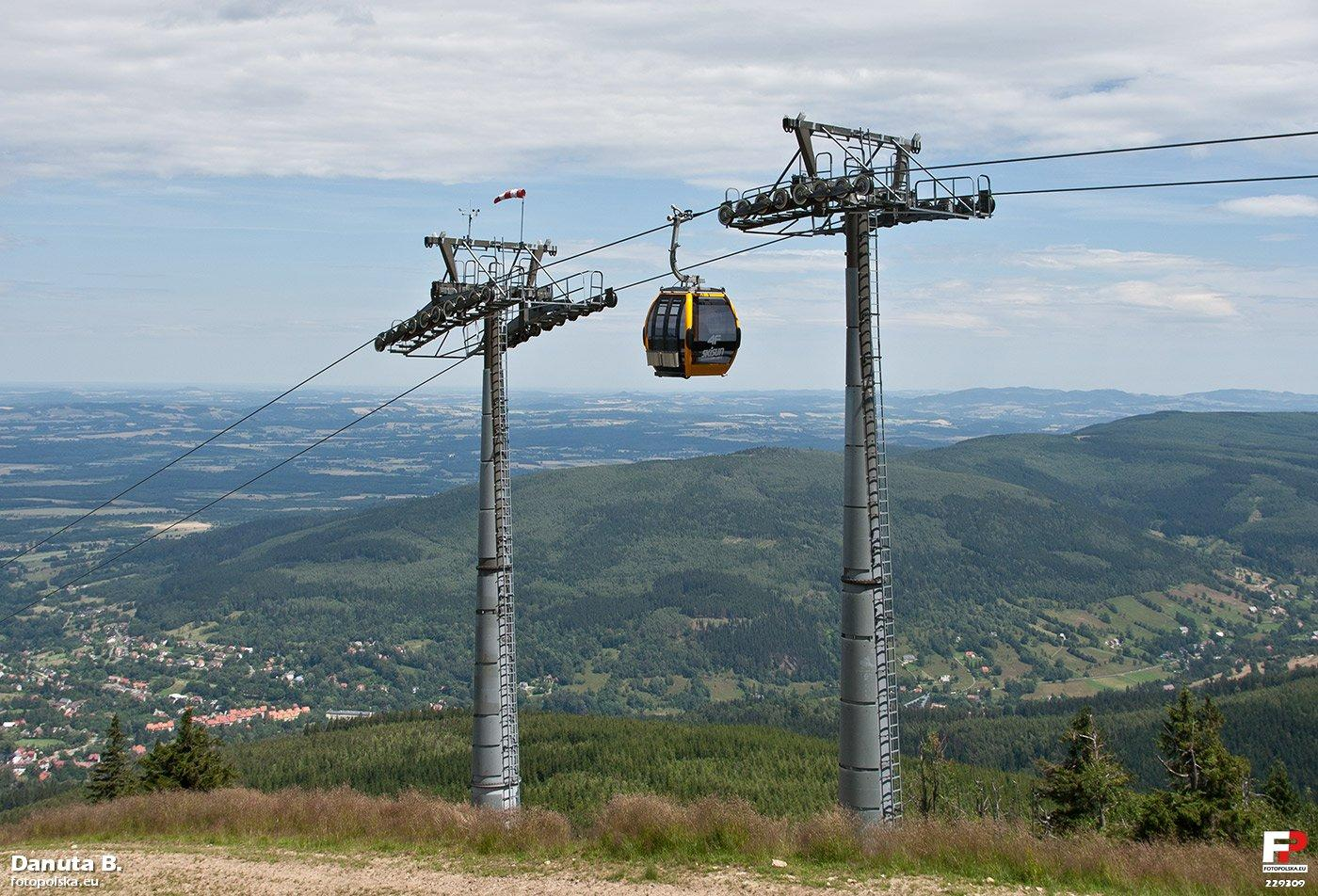
Skilift im Sommer

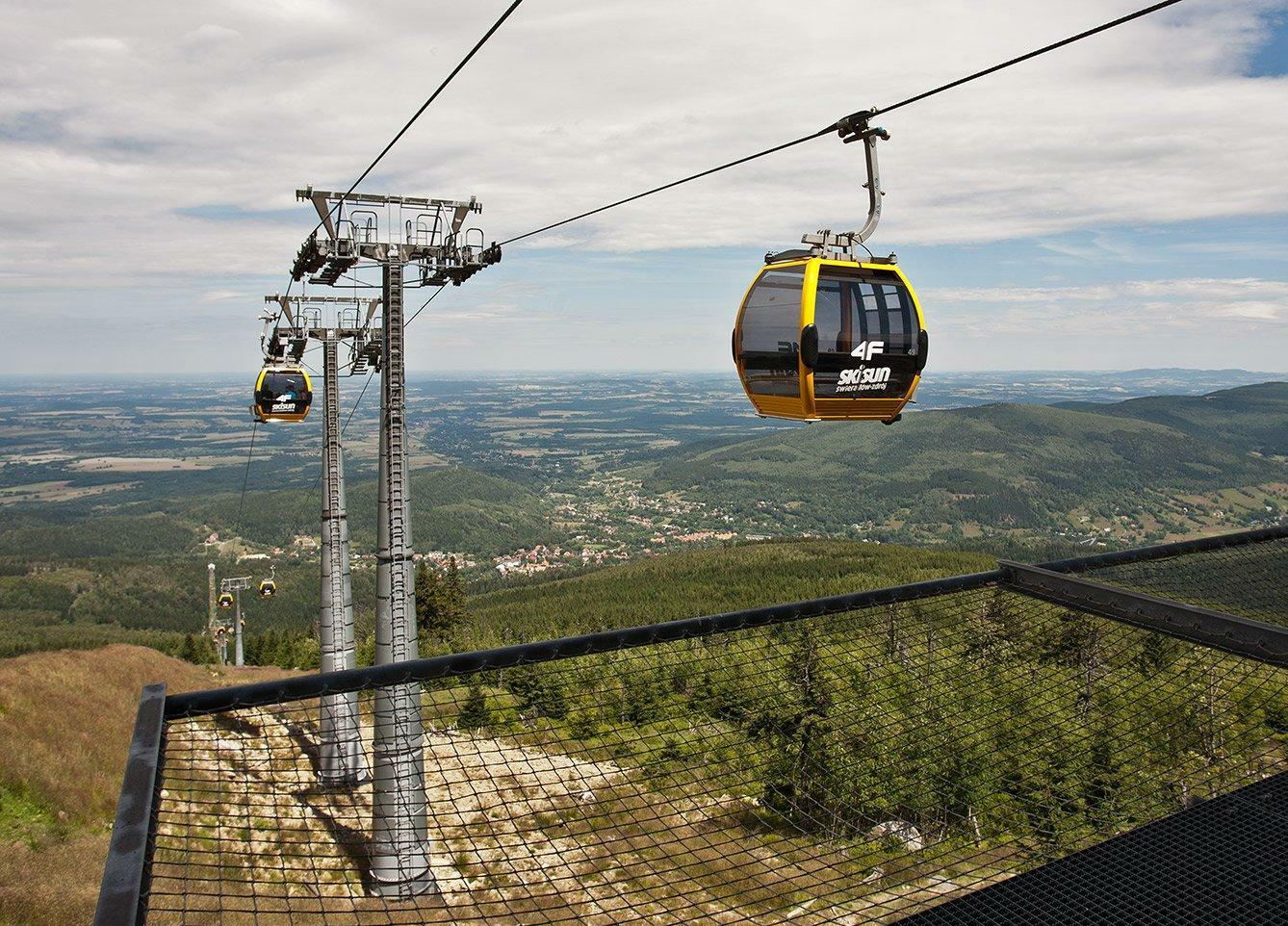
Skilift im Sommer

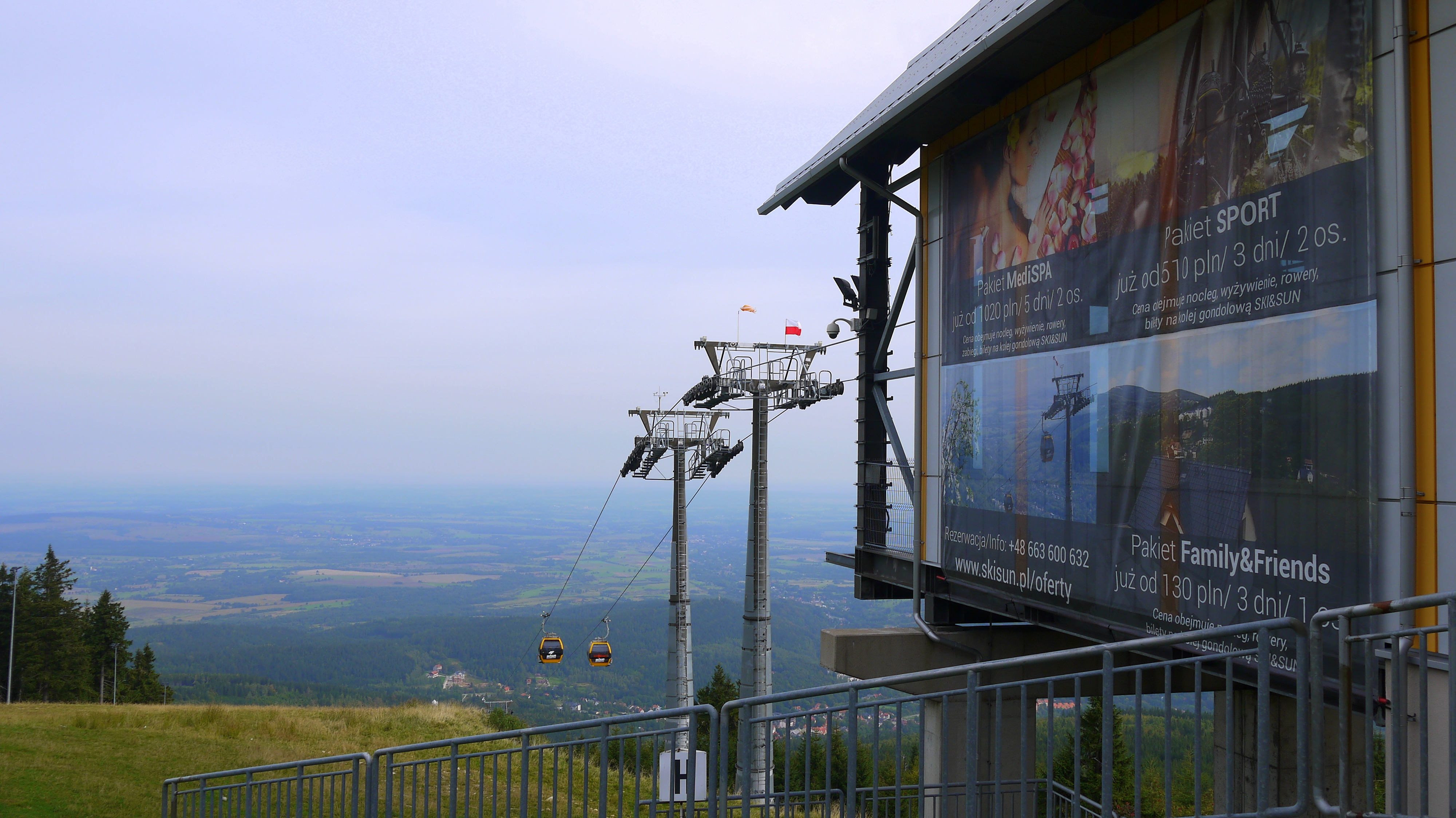
Obere Station im Sommer

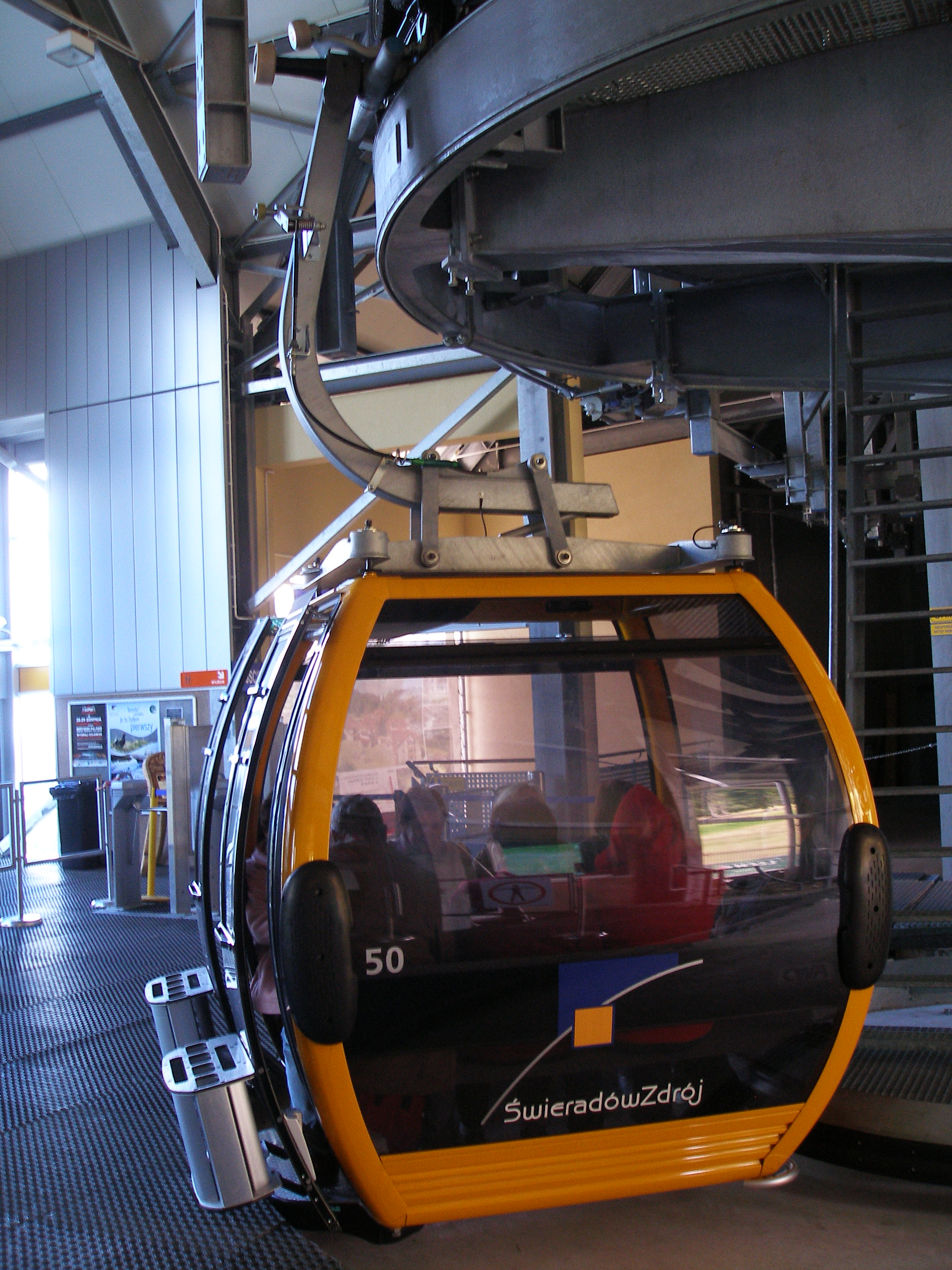
Gondel

Das Skigebiet Ski & Sun liegt auf den Nordhängen der Stóg Izerski in dem polnischen Gebirgszug des Isergebirges auf dem Gemeindegebiet von Mirsk und Świeradów-Zdrój im Powiat Lubański in der Woiwodschaft Niederschlesien. Es befindet sich in der Nähe der Woiwodschaftsstraße 361 und der Woiwodschaftsstraße 358. Das Skigebiet wird von dem Unternehmen Miejska Sobiesław Zasada Sp. z o.o. betrieben.

## Lage
Das Skigebiet befindet sich auf einer Höhe von 617 bis 1060 Metern. Der Höhenunterschied der Pisten beträgt etwa 443 Meter. Es gibt eine rote (schwierige) Piste. Die Länge der Piste beträgt etwa 2,5 Kilometer. Im Skigebiet gibt es eine Langlaufloipe mit einer Länge von 19,5 Kilometern.

## Beschreibung

### Skilifte
Im Skigebiet gibt es eine Gondelbahn. Insgesamt können bis zu 2400 Personen pro Stunde befördert werden.
Die Gondelbahn führt von Świeradów-Zdrój bis knapp unter den Bergrücken der Stóg Izerski.
| Name         | Art        | Hersteller                  | Breite Personen | Länge (m) | Zeit (min) | Höhenunterschied (m) | Personen pro Stunde | Obere Station | Obere Station | Untere Station | Untere Station | Vmax (m/s) |
| Name         | Art        | Hersteller                  | Breite Personen | Länge (m) | Zeit (min) | Höhenunterschied (m) | Personen pro Stunde | Ort           | Höhe (m üNN)  | Ort            | Höhe (m üNN)   | Vmax (m/s) |
| ------------ | ---------- | --------------------------- | --------------- | --------- | ---------- | -------------------- | ------------------- | ------------- | ------------- | -------------- | -------------- | ---------- |
| Stóg Izerski | Gondelbahn | Doppelmayr/Garaventa-Gruppe | 8               | 2171      |            | 443                  | 2400                | Obere Station | 1060          | Untere Station | 617            |            |

### Skipisten
Von den Bergen führt eine Skipiste ins Tal.
| Name         | Schwierigkeit | Start         | Start        | Ziel           | Ziel         | Länge (m) | Höhenunterschied (m) | Neigung (%) | Licht | Kunstschnee | FIS    | FIS | Anmerkungen |
| Name         | Schwierigkeit | Name          | Höhe (m üNN) | Name           | Höhe (m üNN) | Länge (m) | Höhenunterschied (m) | Neigung (%) | Licht | Kunstschnee | Nummer | bis | Anmerkungen |
| ------------ | ------------- | ------------- | ------------ | -------------- | ------------ | --------- | -------------------- | ----------- | ----- | ----------- | ------ | --- | ----------- |
| Stóg Izerski | Rot           | Obere Station | 1060         | Untere Station | 617          | 2500      | 443                  | 18          | Ja    | Ja          |        |     |             |

Im Skigebiet gibt es mehrere Skiloipen mit einer Gesamtlänge von fast zwanzig Kilometern.

## Infrastruktur
Das Skigebiet liegt unmittelbar im Zentrum von Świeradów-Zdrójz und ist mit dem Pkw erreichbar. An der unteren Station gibt es Parkplätze und mehrere Restaurants.

## Panorama

Panorama auf der Langlaufloipe

Koordinaten: 50° 54′ 37″ N, 15° 19′ 11″ O